# Ghiacciaio Explorer
Il ghiacciaio Explorer (Explorer Glacier) è un ghiacciaio minore situato nell'Alaska (Stati Uniti) nel borough di Anchorage.

## Dati fisici
Il ghiacciaio ha un orientamento sud-nord; la fronte termina sopra la valle di Portage (Portage Valley). Nasce a circa 1.000 m s.l.m. e termina a circa 400 m s.l.m.. La lunghezza è di circa 2,5 km.
Altri ghiacciai vicini all'Explorer sono:
| Nome del ghiacciaio | Quota alle coordinate indicate (m s.l.m.) | Coordinate             | Distanza e direzione dal ghiacciaio |
| ------------------- | ----------------------------------------- | ---------------------- | ----------------------------------- |
| Byron Glacier       | 613                                       | 60°44′29″N 148°51′20″W | 5 km verso sud-est                  |
| Skookum Glacier     | 309                                       | 60°43′06″N 148°52′58″W | 7 km verso sud                      |
| Portage Glacier     | 256                                       | 60°43′07″N 148°48′11″W | 6 km verso sud-est                  |

Il ghiacciaio è circondato dai seguenti monti (tutti appartenenti al gruppo montuoso del Chugach):
| Nome del monte   | Altezza (m s.l.m.) | Coordinate             | Distanza e direzione dal ghiacciaio |
| ---------------- | ------------------ | ---------------------- | ----------------------------------- |
| Byron Peak       | 1.400              | 60°43′42″N 148°51′40″W | 6 km verso sud-est                  |
| Begich Peak      | 1.331              | 60°49′22″N 148°49′25″W | 7 km verso nord-est                 |
| Boggs Peak       | 1.255              | 60°50′17″N 148°48′20″W | 9 km verso nord-est                 |
| Maynard Mountain | 1.088              | 60°48′11″N 148°48′38″W | 10 km verso est                     |

## Storia
Centinaia di anni fa il ghiacciaio Portage riempiva l'intera valle di Portage (compreso il lago) e formava un unico campo di ghiaccio con quelli che ora sono cinque ghiacciai separati (Explorer, Middle, Byron, Burns e Shakespeare).
Il nome al ghiacciaio è stato assegnato dai soci del "Club Alpino dell'Alaska" in quanto palestra di addestramento sulle tecniche di percorrenza e arrampicata sui ghiacciai.

## Accessi e turismo
Il ghiacciaio è visible dalla valle di Portage, in direzione sud a circa metà valle. La valle è accessibile lungo la Portage Glacier Highway () che si forma al miglio 78 (125,5 hm) dall'autostrada Seward che collega la cittadina di Seward con Anchorage. La valle è attraversata anche dalla ferrovia Alaska Railroad che collega Anchorage con Whittier.
Il ghiacciaio alimenta diversi torrenti ricchi di salmoni e quindi adatti alla pesca sportiva.

## Alcune immagini

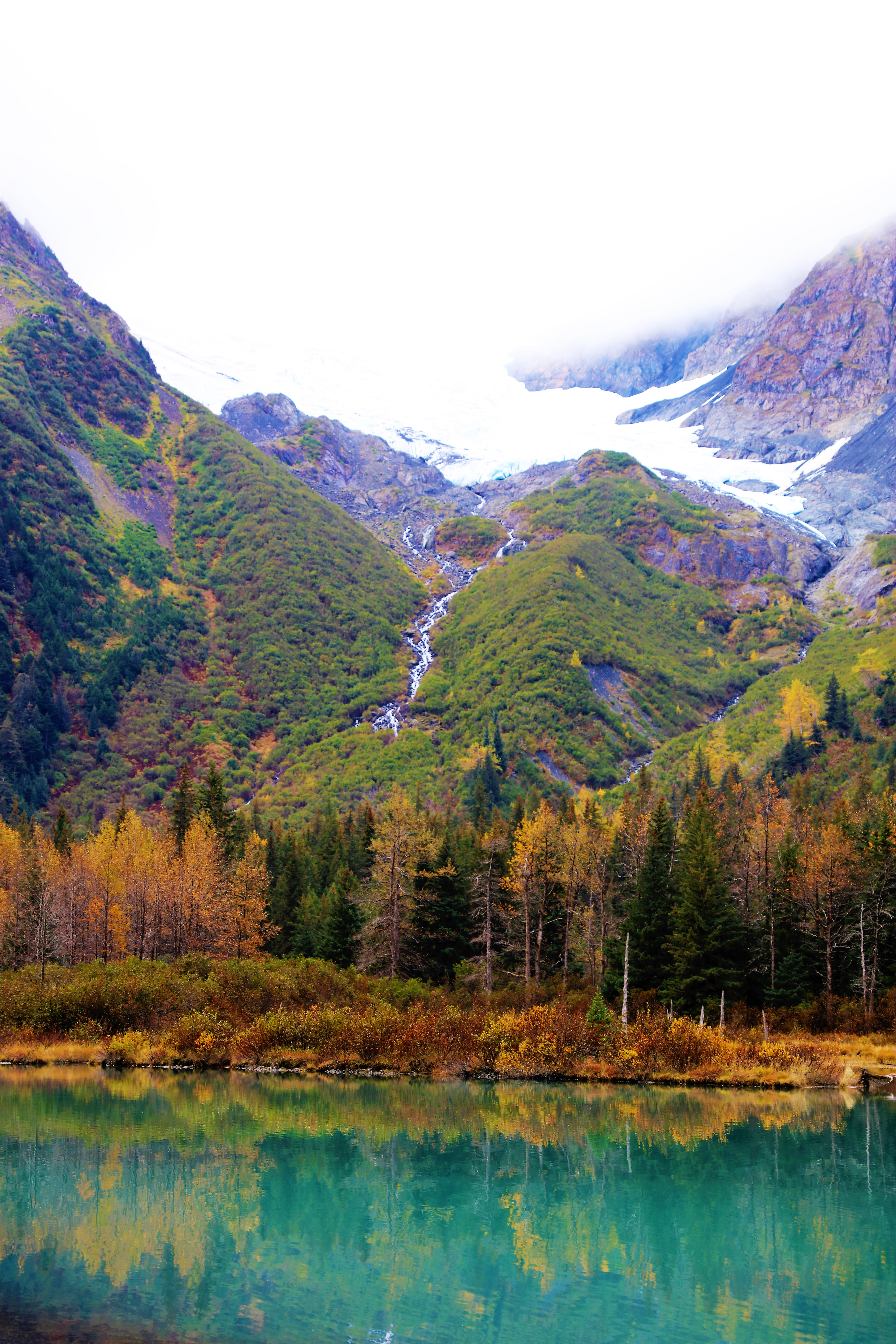
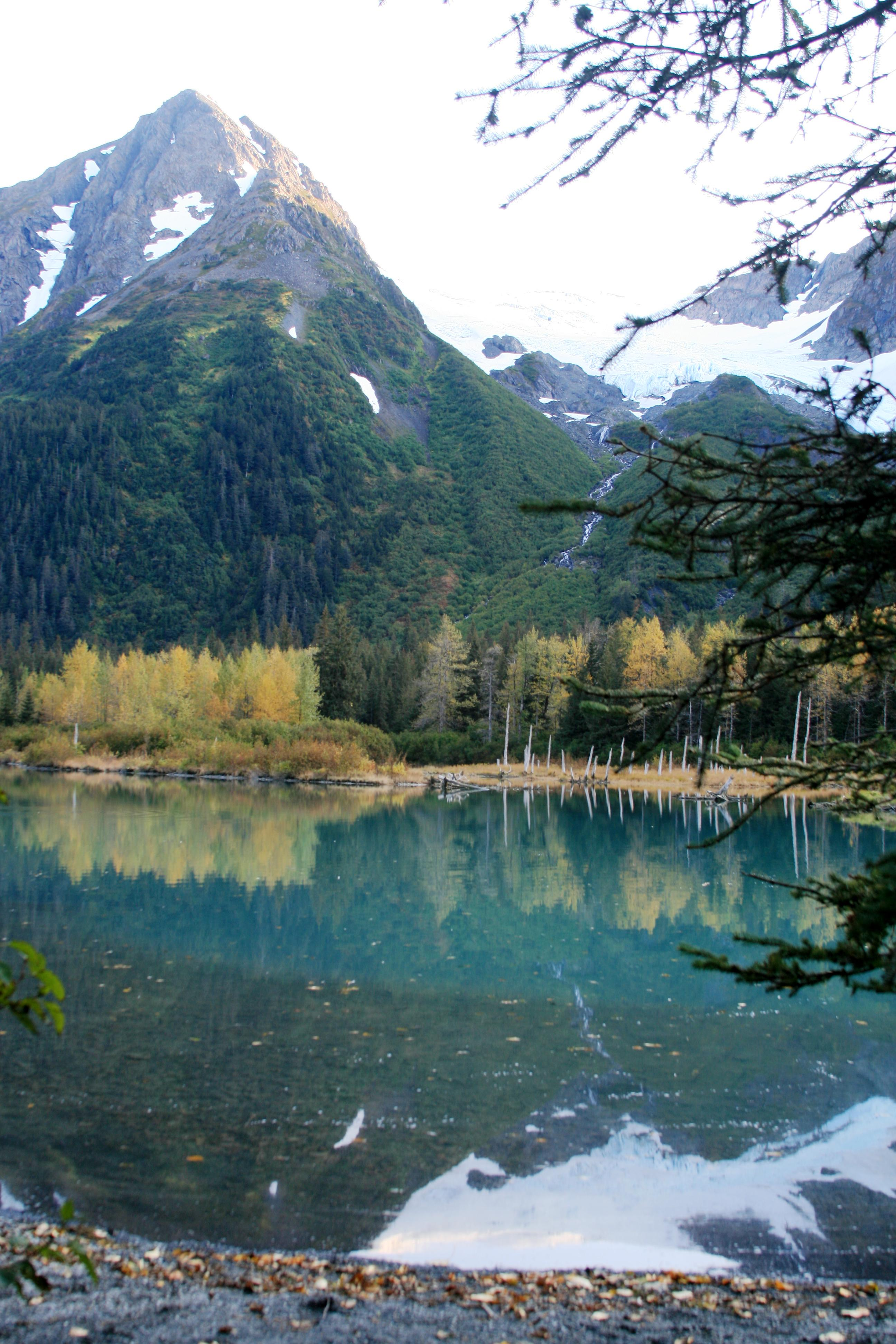
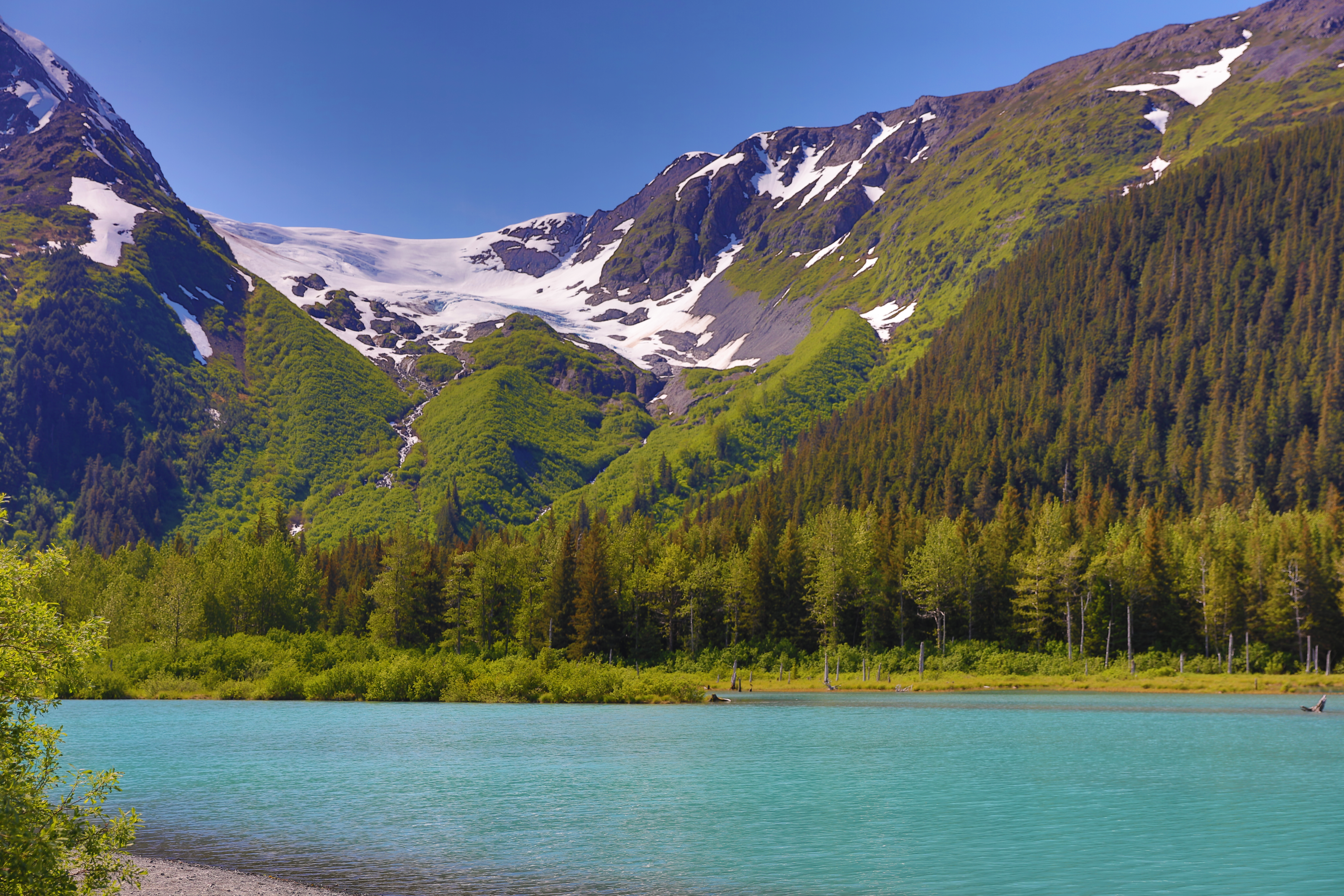